# 豊田五郎右衛門
豊田 五郎右衛門 （とよた ごろうえもん）は、戦国時代から安土桃山時代にかけての武将。九鬼氏の家臣。

## 略歴
会津征伐に際して義弟・九鬼守隆に鳥羽城留守居役を命ぜられるが、関ヶ原の戦いで西軍についた九鬼嘉隆に城を奪われる。9月15日の本戦で西軍が壊滅すると、嘉隆は鳥羽城を放棄して答志島に逃亡。守隆は徳川家康に父の助命を嘆願し、認められると嘉隆に使者を派遣した。
しかし、それより前に九鬼家の行く末を案じた五郎右衛門が独断で嘉隆に切腹するよう促し、嘉隆は和具の洞仙庵にて自害。嘉隆の首級が家康の首実検のために伏見城に送られる途中の伊勢明星において、守隆の派遣した急使に確認される。これを知り守隆は激怒し、五郎右衛門を鋸挽きで斬首のうえ晒首にした。